# Donald Cooksey

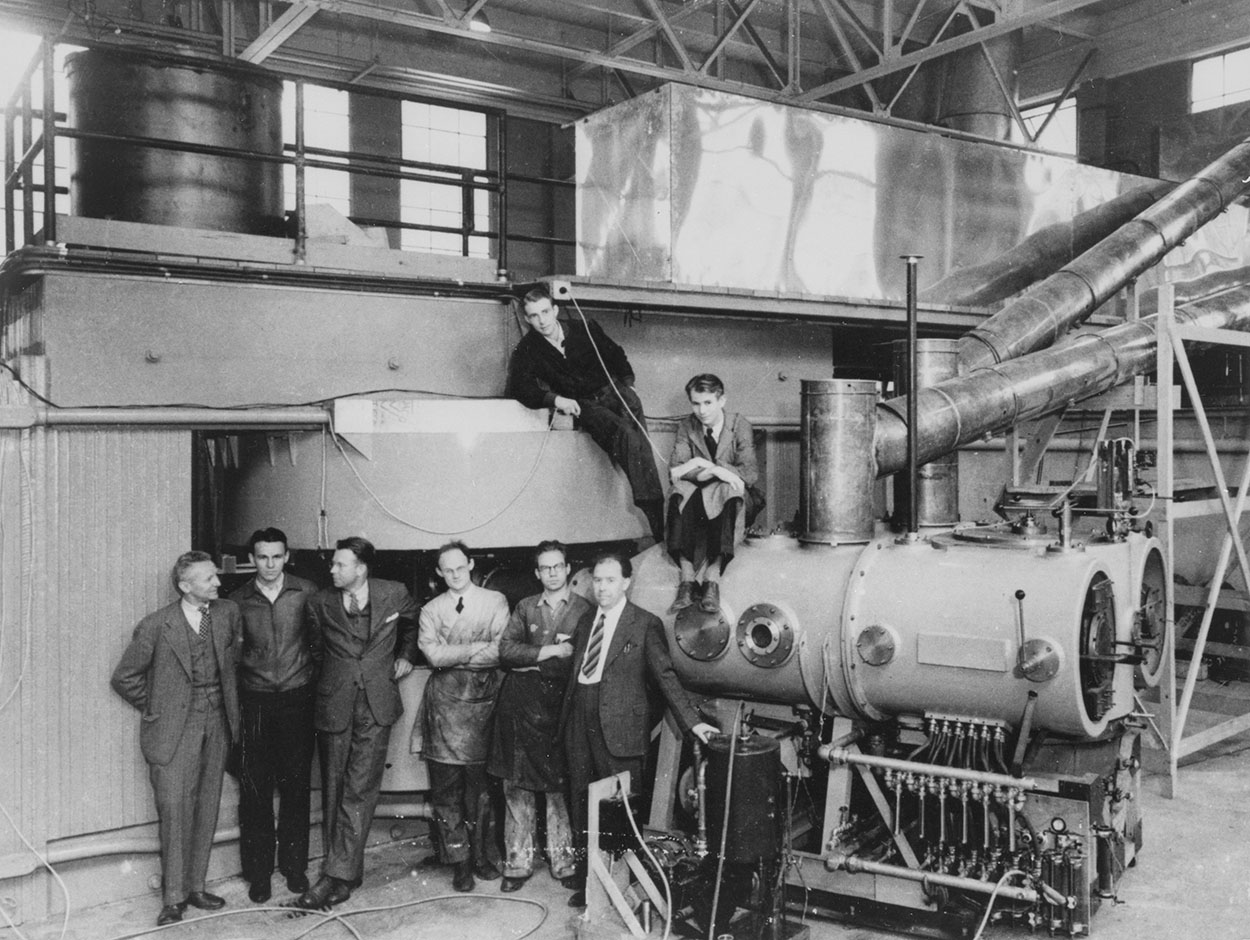
O cíclotron de 60 polegadas (1,52 metros) logo após sua conclusão em 1939. As figuras-chave no seu desenvolvimento e utilização são mostrados, de pé, da esquerda para a direita: D. Cooksey, D. Corson, Lawrence, R. Thornton, J, Backus, W.S. Sainsbury. No fundo estão Luis Walter Alvarez e Edwin McMillan.

Donald Cooksey (15 de maio de 1892 — 19 de agosto de 1977) foi um físico nuclear norte-americano.
Era filho do inglês George Cooksey, de Birmingham, e de Linda Dows, de Nova Iorque. Depois do ensino médio na Thacher School na Califórnia, seguiu seu irmão Charlton Cooksey (um professor de física na Universidade Yale) e estudou em Yale, onde também se tornou um físico especializado na concepção e construção de instrumentos científicos, especialmente os detectores para a medição de partículas subatômicas tais como nêutrons. Quando Ernest Lawrence estava em Yale durante a década de 1920, ambos tornaram-se amigos. Depois, em 1932, Lawrence mudou-se para Berkeley, Califórnia, para configurar o seu Laboratório de Radiação, e pediu a Cooksey para vir à cidade para fazer detectores para uso com o seu cíclotron. Continuou a ser um colaborador próximo de seu amigo e tornou-se diretor adjunto do Laboratório Nacional de Lawrence, na Universidade da Califórnia em Berkeley.
Donald Cooksey e sua esposa Milicent Sperry tiveram um filho, Donald Dows Cooksey (nascido em 1944), e uma filha, Helen Sperry Cooksey (nascida em 1947), que se tornou uma cirurgiã.